# David Lindquist (ishockeyspelare)
David Lindquist, född 7 oktober 1992, är en svensk professionell ishockeyspelare (center) som spelar för Luleå HF i Svenska hockeyligan. Hans moderklubb är Munksunds SSK.